# Чемпионат Европы по фехтованию 1996
Чемпионат Европы по фехтованию в 1996 году прошёл в Лиможе (Франция). В связи с тем, что с 1992 по 1997 годы на чемпионатах Европы не проводились соревнования в командных первенствах, спортсмены состязались только в личном зачёте. Поединков за третье место в индивидуальном первенстве не проводилось; бронзовые медали получали оба спортсмена, проигравшие полуфинальные бои.

## Общий медальный зачёт
| Место | Страна     | Золото | Серебро | Бронза | Всего |
| ----- | ---------- | ------ | ------- | ------ | ----- |
| 1     | Франция    | 2      | 1       | 3      | 6     |
| 2     | Польша     | 1      | 0       | 1      | 2     |
| 3     | Россия     | 1      | 0       | 0      | 1     |
| 3     | Румыния    | 1      | 0       | 0      | 1     |
| 5     | Германия   | 0      | 2       | 1      | 3     |
| 6     | Венгрия    | 0      | 1       | 1      | 2     |
| 7     | Швейцария  | 0      | 1       | 0      | 1     |
| 8     | Италия     | 0      | 0       | 2      | 2     |
| 9     | Португалия | 0      | 0       | 1      | 1     |
| 9     | Эстония    | 0      | 0       | 1      | 1     |
| Всего | Всего      | 5      | 5       | 10     | 20    |

## Медалисты

### Мужчины
| Дисциплина               | Золото           | Серебро        | Бронза                               |
| ------------------------ | ---------------- | -------------- | ------------------------------------ |
| Шпага Личное первенство  | Павел Колобков   | Эльмар Боррман | Виктор Зуйков Жан-Франсуа Ди Мартино |
| Рапира Личное первенство | Лионель Плюменай | Уве Рёмер      | Франк Буаден Жуан Гомеш              |
| Сабля Личное первенство  | Дамьен Туйя      | Матьё Гурден   | Луиджи Тарантино Марцин Собала       |

### Женщины
| Дисциплина               | Золото              | Серебро                 | Бронза                          |
| ------------------------ | ------------------- | ----------------------- | ------------------------------- |
| Шпага Личное первенство  | Магдалена Езёровска | Джанна Хаблютцель-Бюрки | Хайналька Кирай Санжита Трипати |
| Рапира Личное первенство | Лаура Бадя          | Габриэлла Лантош-Ромац  | Аня Фихтель Фрида Скарпа        |